# Duc (Fuhrwerk)

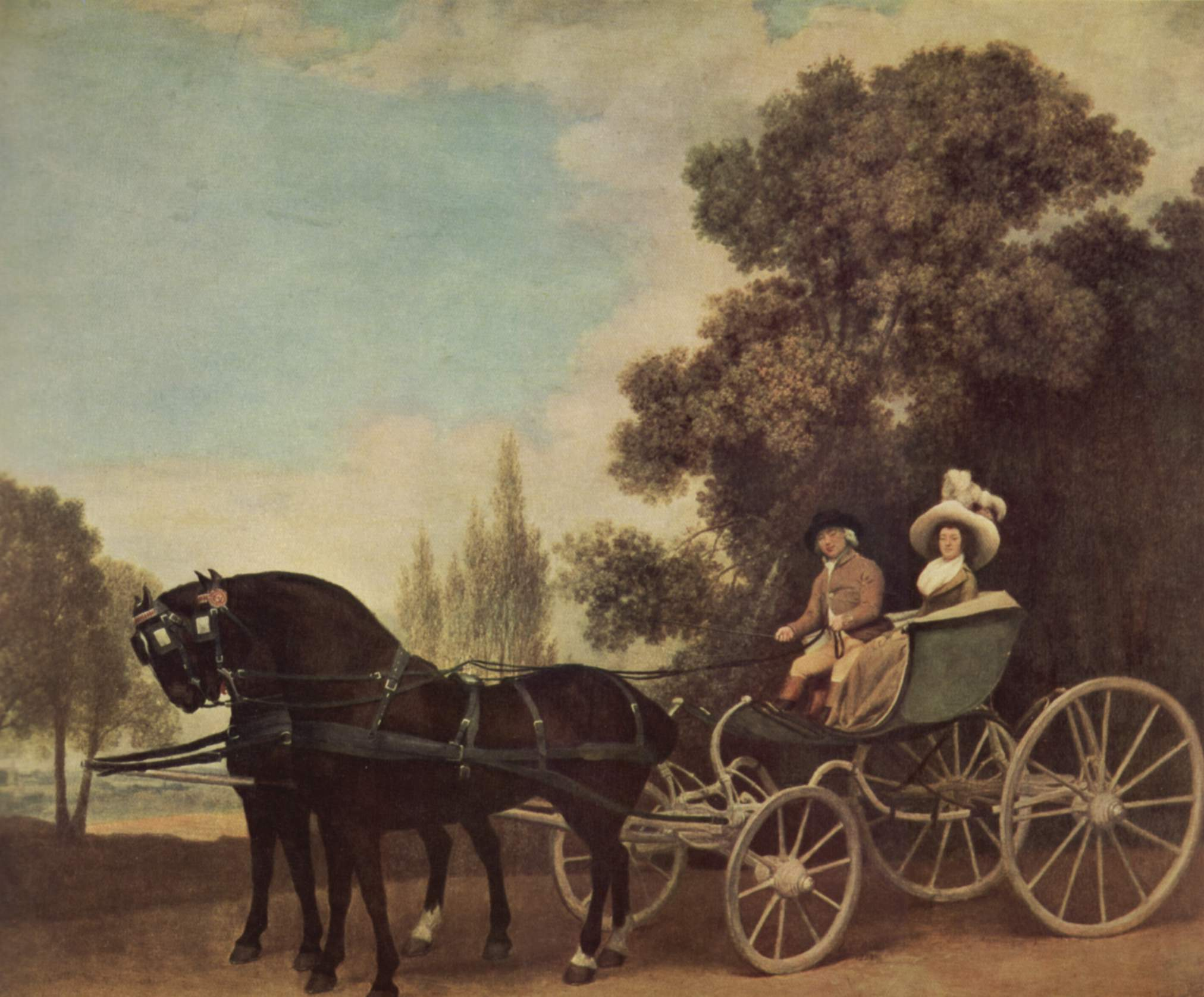
Dame im Duc (Gemälde von 1787)

Der Duc ist ein Kutschenmodell. Es handelt sich um einen leichten vierrädrigen Wagen mit einem tiefgesetzten Kasten, einer bequemen Sitzbank und einem Klappverdeck. Das aus Leder hergestellte Spritzbrett ist hochgezogen. Der Kasten gleicht im Prinzip einer Viktoria, es fehlt lediglich hier der Fahrerbock.
Charakteristisch für den Duc ist, dass hinter dem Kasten auf einem Eisengestänge ein kleiner Sitz für den Bedienten angebracht ist. Die leichten Modelle des Duc sind Selbstfahrer. Diese Ducs wurden bevorzugt von Damen gefahren, die größeren beritten, d. h. à la Daumont.
Die deutschen Wagenbauer bezeichneten den Duc vielfach als Parkwagen, die englischen als park phaeton.